# Океан (телесериал)
«Океа́н» (итал. Oceano) — телесериал 1989 года по одноимённому роману Альберто Васкеса-Фигероа, совместного производства нескольких стран. В России показан впервые в 1993 году в течение трёх недель с 3 по 18 сентября по пятницам и субботам вечером, затем — повторы в 1995, 1996 и 1998 годах. Фильм состоит из 6 серий по 90 минут, но в России оригинальный хронометраж был только в первый показ, при повторах серии были разбиты на 2 части.

## Сюжет
События начинаются в 1949 году на острове Лансароте в селе Плая-Бланка, где живёт бедная семья рыбаков Педомо: отец Абель, мать Аурелия, сыновья Аструбал и Себастиан, дочь по имени Айза, обладающая удивительным даром. Она может исцелять людей, видит вещие сны и умеет разговаривать с животными. Это следствие некоего геологического катаклизма, произошедшего 200 лет назад, о чём рассказывает голос за кадром в начале фильма.
Однажды красавица Айза подвергается нападению представителя «золотой» молодёжи — сына самого богатого человека на острове (в прошлом — капитана армии Франко) дона Матиаса Кинтеро. Аструбал, брат Айзы, защищая сестру, случайно убивает насильника. Полиция ищет убийцу по всему острову, однако дон Матиас хочет не правосудия, а смерти сначала Аструбала, а потом и всей его семьи. Понимая, что он не сможет достигнуть своей цели с помощью полиции, дон Матиас обращается за помощью к своему бывшему подчинённому, сержанту армии Франко, Дамиану Сентено, который 28 лет прослужил в Иностранном Легионе.
Семья решает бежать в Венесуэлу на своей рыбацкой лодке. Дон Матиас и Дамиан узнают об этом и дон Матиас берет с Дамиана клятву, что он настигнет и покарает всю семью Педомо, а за это оставшийся бездетным синьор Кинтеро завещает ему всё своё состояние.
Дамиан отправляется в Венесуэлу на рейсовом пароходе. На судне он встречает Муньеку, дорогую женщину для удовольствий, которую депортируют в Венесуэлу за флирт с зятем местного губернатора. Они становятся любовниками.
Лодка семьи Педомо по пути в Венесуэлу терпит крушение, Абель Педомо погибает. Осиротевшая семья все-таки добирается до Каракаса, сыновья начинают искать работу, Айза и Аурелия ведут хозяйство.
Преследующий Педомо Дамиан также прибывает в Каракас, где с помощью связей Муньеки нападает на след своих жертв. Но Педомо успевают в последний момент ускользнуть от него, они направляются вглубь страны. Дамиан узнает о смерти дона Матиаса, который действительно завещал ему всё своё состояние. Он женится на Муньеке и намеревается оставить её в Каракасе пока он будет исполнять последнюю волю дона Матиаса: несмотря ни на что Дамиан не лишен своеобразных представлений о чести. Муньека настаивает на том, чтобы он взял её с собой.
Тем временем в результате разных случайностей семья Педомо оказывается на богатом ранчо Селесты Баез, красивой и одинокой женщины 40 лет, представительницы одной из самых влиятельных семей в стране. Ничего не знающие о лошадях и крупном рогатом скоте Аструбал и Себастиан начинают учиться ездить верхом и помогать на ранчо. Селеста рассказывает свою историю: в юности она полюбила индейца, родила от него ребёнка. Её возлюбленного линчевали у неё на глазах её братья, ребёнка забрали сразу после родов. Она не простила братьев и не забыла своей любви. На её ранчо индейцы имеют те же права, что и белые. Между Селестой и Себастианом, несмотря на многолетнюю разницу, возникает симпатия. Айза рассказывает Селесте сон: к ней приходил убитый индеец, который просил передать Селесте, чтобы она не мучалась от неизвестной судьбы их сына — его утопили в реке сразу после рождения и они вместе в мире мёртвых. Айза успокаивает Селесту и говорит, что у неё родится ещё один сын, красивый и здоровый, которого она просит назвать Абелем, в честь их с Себастьяном отца… Этим же вечером Селеста приходит к Себастьяну и они дают волю своим чувствам. Аурелия и Аструбал не рады такому повороту событий. Ситуацию ещё больше осложняет кузен Селесты, Кандидо Амадо, владелец соседнего ранчо: полудурак, пьяница, скандалист, любитель похитить чужой скот… Кандидо влюблен в Айзу и хочет добиться её руки… Кроме того, до Педомо доходят слухи, что Домиан продолжает преследовать их. В итоге они опять бегут. На этот раз им помогает владелец небольшого судна Гойо Сантана, путешествующий по рекам Венесуэлы…
Педомо прибывают на золотой прииск. Себастиан и Аструбал присоединяются к старателям. Айза и Аурелия помогают на кухне и в прачечной. Между Аурелией и главой прииска, Саллустиано, возникает симпатия. Гойя Сантана очарован Айзой, она тоже впервые в жизни чувствует что-то необычное по отношению к мужчине… До этого Айза никогда не знала любви, её дар не давал её сердцу свободы. Айза слышит голос, который зовёт её за собой…
Дамиан действительно продолжает поиски. Он нападает на след Педомо и следует за ними по реке. Но вскоре он и Муньека сами становятся жертвами нападения сбежавших с каторги отморозков: избитому Дамиану удаётся спастись, но Муньека, находящаяся на первых месяцах беременности, становится жертвой группового изнасилования и убийства… Обезумевший от горя Дамиан начинает преследовать каторжников, которые готовят нападение на прииск.
Пути Дамиана и Педомо сходятся во время этого нападения: Себастиан, Аструбал, Аурелия и Саллустиано вместе с небольшой группой лиц удается некоторое время защищаться от вооруженных бандитов, но силы неравны и бандиты начинают брать верх… В этот момент с тыла заходит Дамиан и становится неожиданной подмогой…
Айза тем временем отсутствует в лагере — следуя за голосом, она уходит в горы, где встречает своего двойника и узнает, что настало время проститься со своим даром, но это даст ей возможность полюбить.
…в лагере старателей Педомо, Саллустиано и Дамиан уничтожают преступников, Дамиан лично расправляется с главарём, мстя ему за жизнь Муньеки и их нерождённого ребёнка.
После этого Педомо и Дамиан встречаются лицо к лицу, но Дамиан, опустошенный горем и переосмысливший свою жизнь, опускает оружие и даёт понять, что всё кончено. Аструбал, Себастиан и Аурелия ищут Айзу, чтобы сообщить ей о том, что они отныне свободны и могут жить без страха… Но Айзу находит Гойя Сантана. Девушка видит его будто впервые: теперь она понимает, что такое любовь. Ничто не препятствует их счастью, дар Айзы исчез, единственное напоминание о её путешествии на гору — большой драгоценный камень, который поможет молодым людям обзавестись домом…

## В ролях
- Ирен Папас — Аурелия Педомо
- Рональд Макконе — Абель Педомо
- Томас Патти — Себастиан Педомо
- Грегг Томсен — Аструбал Педомо
- Ана Диегез — Айза Педомо
- Анна Канакис — Мануэла
- Клаудиа Муци — Тереза
- Лу Кастель — Дон Хулиан
- Эрнест Боргнайн — Педро-отшельник
- Мартин Болсам — Дон Матиас Кинтеро
- Лоренцо Флаэрти — Сын Дона Матиаса Кинтеро
- Марио Адорф — Дамиан Сентено
- Дэвид Хесс — Хусто
- Мариса Беренсон — Муньека Чавез
- Энди Джей Форест — Гойо Сантана
- Сента Бергер — Селесте Баез
- Уильям Бергер — Саллустиано Барранкас

## Съёмочная группа
- Режиссёр: Руджеро Деодато
- Авторы сценария: Альберто Васкес-Фигероа, Руджеро Деодато
- Художник: Клаудио Чинини
- Композитор: Пино Донаджио[англ.]
- Оператор: Луиджи Верга
- Продюсер: Джованни Бертолуччи